# Amphilectus pilosus
Amphilectus pilosus är en svampdjursart som beskrevs av Kieschnick 1896. Amphilectus pilosus ingår i släktet Amphilectus och familjen Esperiopsidae.
Artens utbredningsområde är havet kring Indonesien. Inga underarter finns listade i Catalogue of Life.